# Відкритий університет Сухотай Тхаматірат
Відкритий університет Сукхотай Тхамматірат (тай. มหาวิทยาลัย สุโขทัย ธร ร มา ธิ ราช, англ. Sukhothai Thammathirat Open University, STOU) — один з двох відкритих університетів Таїланду. Знаходиться в місті Паккрет, провінція  Нонтхабурі. Перший університет в Південно-Східній Азії, що використав дистанційну систему навчання.

## Історія
Відкритий університет Сукхотай Тхамматірат був заснований 5 вересня 1978 року указом таїландського короля і став одинадцятим державним університетом в Таїланді. Король Пхуміпон Адульядет Рама IX найменовував університет Сукхотай Тхамматірат на честь короля Прачадіпок Рами VII, який до свого сходження на трон був принцом Сукхотай Тхамматірат.
Університет отримав свою першу академічну акредитацію 1 грудня 1980 року. До цього часу в університеті діяли три факультети: педагогічний, вільних мистецтв і управлінський. З 1979 по 1984 рік університет не мав своїх приміщень і знаходився в різних державних установах. У 1981 році університет придбав будівлі в місті Паккрет в провінції  Нонтхабурі. На новому місці університет почав працювати з 9 грудня 1984 року.

## В даний час
В даний час в університеті діють 12 факультетів:
- Факультет науки та технології;
- Педагогічний факультет;
- Управлінський факултет;
- Юридичний факультет;
- Факультет охорони здоров'я;
- Факультет домоводства;
- Політологічний факультет;
- Сільськогосподарсько-кооперативний факультет;
- Факультет суспільних відносин;
- Факультет сестринської справи;
- Факультет технічних наук.
- Філософський факультет.

Відділення університету діють у містах Лампанг, Сукхотай, Накхонсаван, Удонтхані, Убонратчатхані, Накхоннайок, Пхетчабурі, Чантхабури, Накхонситхаммарат, Яла.